# Gouvernement Barre I
Pour les articles homonymes, voir Gouvernement Raymond Barre.
Ve République
Gouvernement Jacques Chirac I Gouvernement Raymond Barre II
Le premier gouvernement Raymond Barre est le 12e gouvernement de la Ve République française.
Cet article présente la composition du gouvernement français sous le Premier ministre Raymond Barre du 25 août 1976 au 30 mars 1977, pendant la présidence de Valéry Giscard d'Estaing (1974-1981). Il s’agit du premier gouvernement de Raymond Barre.

## Contexte de formation

### Contexte politique et économique
Raymond Barre est nommé à la suite de la démission de Jacques Chirac qui, en tant que dirigeant du RPR, assurait le maintien de la coalition entre l'UDF et le parti gaulliste. Présenté par le Président comme « le meilleur économiste de France » et « Joffre de l'économie », son objectif est de réduire l'inflation, rétablir l'équilibre de la balance commerciale et faire augmenter les investissements.

### Féminisation du gouvernement
Le gouvernement compte quatre femmes ministres : Simone Veil, ministre de la Santé, Françoise Giroud, secrétaire d'État à la Culture, Alice Saunier-Seité, secrétaire d'État aux universités et Christiane Scrivener, secrétaire d’État à la Consommation.

## Discours de politique générale
Raymond Barre prononce son discours de politique générale le 5 octobre 1976. Il y définit ses cinq priorités économiques : le « retour à l’équilibre budgétaire et modération de la croissance de la masse monétaire ; action directe sur les prix, d’abord par leur gel temporaire, puis par la réduction de la taxe sur la valeur ajoutée et une hausse limitée des tarifs publics ; action sur la croissance des revenus nominaux par la fixation du principe du maintien du pouvoir d’achat, des rémunérations ; action sur la consommation d’énergie, pour faciliter le redressement de notre commerce extérieur ; initiations aux investissements et aux exportations pour soutenir la croissance ».
Il pointe également du doigt les problèmes structurels du marché du travail français, parmi lesquels l'augmentation de la population active avec l'arrivée croissante des femmes sur le marché du travail, le refus par beaucoup de jeunes des emplois manuels et une inadéquation entre l'offre et la demande de travail du fait d'une mauvaise politique de formation.

## Composition initiale
Raymond Barre est nommé Premier ministre par un décret du 25 août 1976 et les membres du gouvernement par un décret en date du 27 août 1976,.

### Premier ministre
| Image | Fonction                                                |  | Nom           | Parti |
| ----- | ------------------------------------------------------- |  | ------------- | ----- |
|       | Premier ministre Ministre de l'Économie et des Finances |  | Raymond Barre | DVD   |

### Ministres d'État
| Image | Fonction                                                            |  | Nom                | Parti    |
| ----- | ------------------------------------------------------------------- |  | ------------------ | -------- |
|       | Ministre d'État, garde des Sceaux, ministre de la Justice           |  | Olivier Guichard   | UDR, RPR |
|       | Ministre d'État, ministre de l'Intérieur                            |  | Michel Poniatowski | FNRI     |
|       | Ministre d'État, ministre du Plan et de l'Aménagement du territoire |  | Jean Lecanuet      | CDS      |

### Ministres
| Image | Fonction                                        |  | Nom                  | Parti    |
| ----- | ----------------------------------------------- |  | -------------------- | -------- |
|       | Ministre des Affaires étrangères                |  | Louis de Guiringaud  | SE       |
|       | Ministre de la Défense                          |  | Yvon Bourges         | UDR, RPR |
|       | Ministre de l'Éducation nationale               |  | René Haby            | FNRI     |
|       | Ministre de la Coopération                      |  | Robert Galley        | UDR, RPR |
|       | Ministre de l'Équipement                        |  | Jean-Pierre Fourcade | FNRI     |
|       | Ministre du Commerce et de l'Artisanat          |  | Pierre Brousse       | PRV      |
|       | Ministre du Commerce extérieur                  |  | André Rossi          | CR       |
|       | Ministre chargé des Relations avec le Parlement |  | Robert Boulin        | UDR, RPR |
|       | Ministre de l'Agriculture                       |  | Christian Bonnet     | FNRI     |
|       | Ministre du Travail                             |  | Christian Beullac    | DVD      |
|       | Ministre de la Santé                            |  | Simone Veil          | DVD      |
|       | ministre de l'Industrie et de la Recherche      |  | Michel d'Ornano      | FNRI     |
|       | Ministre de la Qualité de la vie                |  | Vincent Ansquer      | UDR, RPR |

### Ministre délégué
| Image | Fonction                                      | Ministre de rattachement                                 |  | Nom             | Parti |
| ----- | --------------------------------------------- | -------------------------------------------------------- |  | --------------- | ----- |
|       | Ministre délégué à l'Économie et aux Finances | Premier ministre, ministre de l'Économie et des Finances |  | Michel Durafour | CR    |

### Secrétaires d'État
| Image | Fonction                                                  | Ministre de rattachement                                 |  | Nom                         | Parti             |
| ----- | --------------------------------------------------------- | -------------------------------------------------------- |  | --------------------------- | ----------------- |
|       | Secrétaire d’État aux Postes et télécommunications        | -                                                        |  | Norbert Ségard              | DVD               |
|       | Secrétaire d'État aux Anciens combattants                 | -                                                        |  | André Bord                  | UDR, RPR          |
|       | Secrétaire d'État à la Culture                            | -                                                        |  | Françoise Giroud            | PRV               |
|       | Secrétaire d'État aux Universités                         | -                                                        |  | Alice Saunier-Seité         | FNRI              |
|       | Secrétaire d'État à la Fonction publique                  | Premier ministre, ministre de l'Économie et des Finances |  | Maurice Ligot               | CNIP              |
|       | Secrétaire d'État                                         | Premier ministre, ministre de l'Économie et des Finances |  | Antoine Rufenacht           | UDR, RPR          |
|       | Secrétaire d'État                                         | Ministre d'État, ministre de l'Intérieur                 |  | Olivier Stirn               | UDR, RPR puis MSL |
|       | Secrétaire d'État                                         | Ministre des Affaires étrangères                         |  | Pierre-Christian Taittinger | FNRI              |
|       | Secrétaire d'État au Budget                               | Ministre délégué à l'Économie et aux Finances            |  | Christian Poncelet          | UDR, RPR          |
|       | Secrétaire d'État à la Consommation                       | Ministre délégué à l'Économie et aux Finances            |  | Christiane Scrivener        | FNRI              |
|       | Secrétaire d'État aux Transports                          | Ministre de l'Équipement                                 |  | Marcel Cavaillé             | FNRI              |
|       | Secrétaire d'État au Logement                             | Ministre de l'Équipement                                 |  | Jacques Barrot              | CDS               |
|       | Secrétaire d'État                                         | Ministre de l'Agriculture                                |  | Pierre Méhaignerie          | CDS               |
|       | Secrétaire d'État aux Travailleurs immigrés               | Ministre du Travail                                      |  | Paul Dijoud                 | FNRI              |
|       | Secrétaire d'État aux Conditions des travailleurs manuels | Ministre du Travail                                      |  | Lionel Stoléru              | PRV               |
|       | Secrétaire d'État à l'Action sociale                      | Ministre de la Santé                                     |  | René Lenoir                 | PRV               |
|       | Secrétaire d'État à la Jeunesse et aux Sports             | Ministre de la Qualité de Vie                            |  | Jean-Pierre Soisson         | FNRI              |
|       | Secrétaire d'État au Tourisme                             | Ministre de la Qualité de Vie                            |  | Jacques Médecin             | FNRI              |

## Modifications

### Remaniement du 20 décembre 1976
Ce remaniement du 20 décembre 1976 vise à nommer un nouveau membre du gouvernement :
- Claude Coulais est nommé secrétaire d’État auprès du ministre de l’Industrie et de la Recherche.

## Répartition partisane
| Parti                       | Parti                                              | Premier ministre | Ministres d'État | Ministres | Ministres délégués | Secrétaires d'État | Total |
| --------------------------- | -------------------------------------------------- | ---------------- | ---------------- | --------- | ------------------ | ------------------ | ----- |
| Répartition le 27 août 1976 | Répartition le 27 août 1976                        | 1                | 3                | 13        | 1                  | 18                 | 36    |
|                             | Divers droite                                      | 1                |                  | 2         |                    | 1                  | 4     |
|                             | Fédération nationale des républicains indépendants |                  | 1                | 4         |                    | 7                  | 12    |
|                             | Union des démocrates pour la République            | 1                | 4                |           | 4                  | 9                  |       |
|                             | Centre des démocrates sociaux                      | 1                |                  |           | 2                  | 3                  |       |
|                             | Centre républicain                                 |                  | 1                | 1         |                    | 2                  |       |
|                             | Parti radical valoisien                            |                  | 1                |           | 3                  | 4                  |       |
|                             | Sans étiquette                                     |                  | 1                |           |                    | 1                  |       |
|                             | Centre national des indépendants et paysans        |                  |                  |           | 1                  | 1                  |       |
|                             |                                                    |                  |                  |           |                    |                    |       |
| Répartition le 30 mars 1977 | Répartition le 30 mars 1977                        | 1                | 3                | 13        | 1                  | 19                 | 37    |
|                             | Divers droite                                      | 1                |                  | 2         |                    | 1                  | 4     |
|                             | Fédération nationale des républicains indépendants |                  | 1                | 4         |                    | 8                  | 13    |
|                             | Rassemblement pour la République                   | 1                | 4                |           | 3                  | 9                  |       |
|                             | Centre des démocrates sociaux                      | 1                |                  |           | 2                  | 3                  |       |
|                             | Centre républicain                                 |                  | 1                | 1         |                    | 2                  |       |
|                             | Parti radical valoisien                            |                  | 1                |           | 3                  | 4                  |       |
|                             | Sans étiquette                                     |                  | 1                |           |                    | 1                  |       |
|                             | Centre national des indépendants et paysans        |                  |                  |           | 1                  | 1                  |       |
|                             | Mouvement des sociaux-libéraux                     |                  |                  |           | 1                  | 1                  |       |

## Actions
Raymond Barre fait de la lutte contre l’inflation une de ses priorités. Il n'utilise que peu la politique monétaire, car, au lieu de laisser jouer la politique monétaire en augmentant les taux d'intérêt, il décide d'un blocage des prix jusqu'à la fin de l'année 1976 ; il bloque également les tarifs publics jusqu'à la mi-1977. 
Le 15 septembre 1976, Raymond Barre fait voter de nouvelles hausses d'impôt afin de lutter contre le déficit public. Le 1er janvier 1977, toutefois, le taux de TVA passe de 20% à 17,6%.
Les résultats sont lents à arriver, car l'inflation ne chute que de 0,5 points entre 1976 et 1978 (9,6 % à 9,1 %).
Le Premier ministre s'attaque au problème de l'emploi des jeunes à travers les "pactes pour l'emploi". Le premier est mis en place en 1976 pour 1977-1978, suivi de deux autres (1978-1979 et 1979-1980). Adressés aux jeunes entre 16 et 25 ans, puis à partir du deuxième pour les mères seules, ces pactes sont fondés sur une exonération des charges, de la simplification du contrat de travail avec la création de CDD de six mois, et un volet "formation" centré sur l'apprentissage. Cela n'empêche pas à terme le chômage d'augmenter, car il passe de 3,8 % lorsque le gouvernement est formé à 5,3 % en 1980.

## Démission
La démission de ce gouvernement est publiée au JO du 30 mars 1977. Raymond Barre est reconduit dans ses fonctions de Premier ministre et forme le gouvernement Raymond Barre 2.